# Barichneumon praeceptor
Barichneumon praeceptor là một loài tò vò trong họ Ichneumonidae.